# Diplôme d'études universitaires générales en arts
Pour les articles homonymes, voir Diplôme d'études.
En France, Le diplôme d'études universitaires générales Arts est le premier diplôme universitaire (bac+2) dans les études artistiques.

## Historique

### De 1993 à 1997
Durant cette période, le programme est fixé par l'arrêté du 9 février 1993.
Cinq mentions étaient proposées :
- arts plastiques ;
- arts du spectacle ;
- histoire des arts et archéologie ;
- médiation culturelle et communication ;
- musique.

### De 1997 à la réforme LMD
Avant la réforme LMD, les programmes étaient fixés par l'arrêté du 30 avril 1997.
Les mentions restent inchangées après cette réforme.

### Après la réforme LMD
Le DEUG est un diplôme intermédiaire de la licence dont les intitulés et les programmes ne sont plus fixés nationalement. Les universités ont repris le domaine "Arts" ou l'ont intégré dans un domaine "Arts, lettres, langues".